# Wiaczesław Spiesiwcew
Wiaczesław Siemionowicz Spiesiwcew (ur. 6 lutego 1943 w Moskwie) – rosyjski i radziecki aktor. Jest absolwentem Wszechrosyjskiego Państwowego Instytutu Kinematografii im. S.A. Gierasimowa. Od 1966 roku jest dyrektorem Teatru na Tagance w Moskwie.